# مطار نيالا

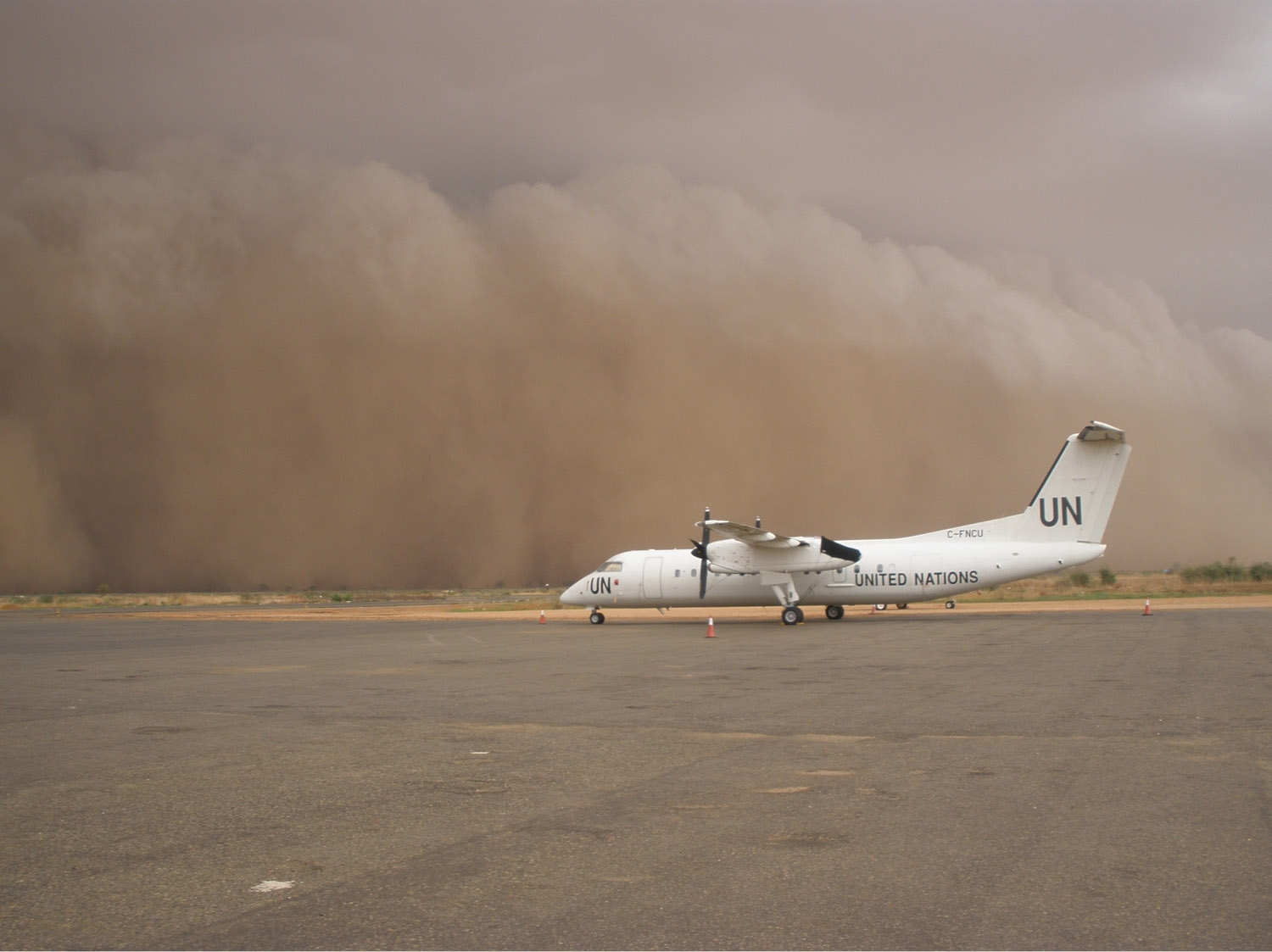

مطار نيالا هو مطار داخلي يخدم مدينة نيالا في الجنوب الغربي للسودان.

## شركات الطيران
| شركات الطيران | الوجهات |
| ------------- | ------- |
| بدر للطيران   | الخرطوم |